# Val Dufour
Val Dufour (n. 5 februarie 1927, parohia Orleans⁠(d), Louisiana, SUA – d. 27 iulie 2000, New York City, New York, SUA) a fost un actor american. A câștigat un Emmy pentru cel mai bun actor pentru rolul lui John Wyatt în telenovela Search for Tomorrow. De asemenea, a jucat în The Edge of Night și Another World.

## Biografie
Dufour s-a născut Albert Valéry în New Orleans. După ce a absolvit Universitatea de Stat din Louisiana, s-a mutat la New York, unde a studiat actoria la Actors Studio.

## Carieră
Timp de șapte ani la Hollywood, Dufour a apărut în multe emisiuni de televiziune, inclusiv Gunsmoke și Have Gun – Will Travel. Printre filmele la care a participat se numără Ben-Hur și King of Kings.

## Legături externe
- Val Dufour la Internet Movie Database